# 2929 Harris
2929 Harris је астероид главног астероидног појаса са средњом удаљеношћу од Сунца која износи 3,121 астрономских јединица (АЈ).
Апсолутна магнитуда астероида је 11,6.